# هارون هاوكس
هارون هاوكس (بالإنجليزية: Aaron Hawks)‏ هو فنان أمريكي، ولد في 12 مايو 1973 في سياتل في الولايات المتحدة.